# يوزف فينزل أمير ليختنشتاين
يوزف فينزل أمير ليختنشتاين (بالألمانية: Joseph Wenzel Maximilian Maria von und zu Liechtenstein)‏ (24 مايو 1995) هو الطفل الأكبر للأمير ألويس، ولي عهد ليشتنشتاين وزوجته الأميرة صوفي دوقة بافاريا، هو أيضا الحفيد الأكبر للأمير والحاكم الحالي ليختنشتاين هانز آدم الثاني.